# Thalía (álbum de 2002)
Thalía es el séptimo álbum de estudio de la cantante de México Thalía, fue lanzado el 21 de mayo de 2002 por la compañía discográfica EMI Latin. Los productores fueron Cory Rooney, Estéfano, Emilio Estefan, Steve Morales, entre otros. Thalía fungió como productora ejecutiva. Es el segundo álbum homónimo de la cantante después de Thalía de 1990.
El álbum de estudio supuso el regreso de Thalía a sus orígenes como solista, ya que se caracteriza por «recrear» los géneros pop rock y electropop de la década de 1980. Entre las canciones con esa influencia se encuentran las adaptaciones de «¿A quién le importa?» y «You Spin Me Round (Like a Record)» de Alaska y Dinarama y Dead or Alive respectivamente. Cuatro de las trece canciones se publicaron como sencillos entre 2002 y 2003: «Tú y yo», «No me enseñaste», «¿A quién le importa?» y «Dance Dance (The Mexican)» que alcanzaron los primeros lugares en las listas de popularidad en varios países, incluyendo algunas del Billboard en Estados Unidos[cita requerida]. Tres de las trece canciones están en inglés. Para promocionar el álbum, Thalía se presentó en diferentes medios de comunicación y festivales en América y Europa.[cita requerida]
El álbum recibió en general críticas positivas. La Recording Industry Asocciation of America (RIAA) lo certificó con dos discos de platino. Se estiman ventas alrededor de más de 5 millones de copias alrededor del mundo. Asimismo, obtuvo varios discos de oro y platino en otros países de América y Europa y recibió varios premios y nominaciones entre los que se destaca el International Dance Music Awards del Winter Music Conference, y de nuevo la nominación sin poder salir vencedora a los Grammy Latino, los Billboard Latino y Premios Lo Nuestro entre muchos más.[cita requerida]

## Antecedentes y desarrollo
En enero de 2002, Diario Los Andes publicó una nota diciendo que Thalía estaba inmersa en una producción millonaria que sería lanzada a mediados de ese mismo año. Joe Bonilla, portavoz de EMI Music dijo que: «Habrá algunas sorpresas. Los productores están cuidando hasta el último detalle para que el álbum salga a la perfección. Es obvio que Tommy [Mottola] le orienta en algunos aspectos, pero Thalía tiene mucha experiencia en su trabajo». El material generó muchas expectativas antes de su lanzamiento, «no sólo debido a que ella vende de forma consistente» dijo la editora de Billboard Leila Cobo, sino «porque este es su primer álbum desde que casó con el presidente y director ejecutivo de Sony Music, Tommy Mottola, y ese solo hecho dirige una mayor atención pública sobre el proyecto».
Contó con la ayuda de los productores y compositores: Corey Rooney, Emilio Estefan, Estéfano, Steve Morales y Julio C. Reyes. Sobre su colaboración con Estéfano, Thalía confesó que: «Sucedió algo extraño, nos conocimos en alguna premiación, creo que fue en la entrega de los Grammy Latinos, y asomamos la posibilidad de trabajar juntos algún día». Siguió hablando y expuso que «a los pocos meses ya le había enviado dos canciones de las que se enamoró apenas al leerlas» y a los días le mandó otras mejores. Por otra parte, la intérprete en una entrevista con Diario Clarín el 30 de marzo de 2002, confirmó que estaba por publicar un disco pop que incluiría tres canciones en inglés. Confesó «que el recurso sugiere el comienzo de una nueva etapa de expansión que la encuentra muy productiva, en plena evolución y con ganas de gozarla». Después, diferentes medios de comunicación del resto de América Latina como diario La Prensa de Panamá informaron que Thalía publicaría su álbum en mayo de 2002 del que se lanzaría como primer sencillo, el tema «Tú y yo» y que incluiría canciones en inglés con «el propósito de penetrar el mercado de ese idioma».
Thalía se presentó el 20 de mayo de 2002 —un día antes del lanzamiento internacional— en México ante una conferencia de prensa con el fin de dar detalles del álbum. Ese mismo día, circuló una entrevista con Leila Cobo donde Thalía le comentó «que fue un proceso relajado y sin pretenciones.[...] Ha sido un maravilloso encuentro personal, donde sólo había que dejar fluir las cosas y tomarlas como vinieran, sin tanta rigidez y sin tanto alboroto». Finalmente, el álbum se grabó en los estudios Sterling Sound de Nueva York; tomó cerca de nueve meses grabar y reunir todos los elementos.

## Publicación y contenido musical
Publicado en mayo de 2002 en gran parte del mundo, el álbum contiene diez temas en español y tres en inglés. Voceros de EMI Music México comentaron que esto «le servirá como introducción formal al mercado anglo» y recordaron que Thalía ya había grabado en inglés Nandito Ako (1997) —un álbum con el que obtuvo múltiples discos de oro y platino en el mercado musical asiático—, además de la banda de sonido de la película animada Anastasia. Por su parte, Thalía dijo que «Mi objetivo en este material es presentar 10 temas en español, y tres en inglés, que es un arma que tengo para otros territorios». Sobre su participación con muchos de los productores y compositores, confesó haberse sentido «muy arropada».

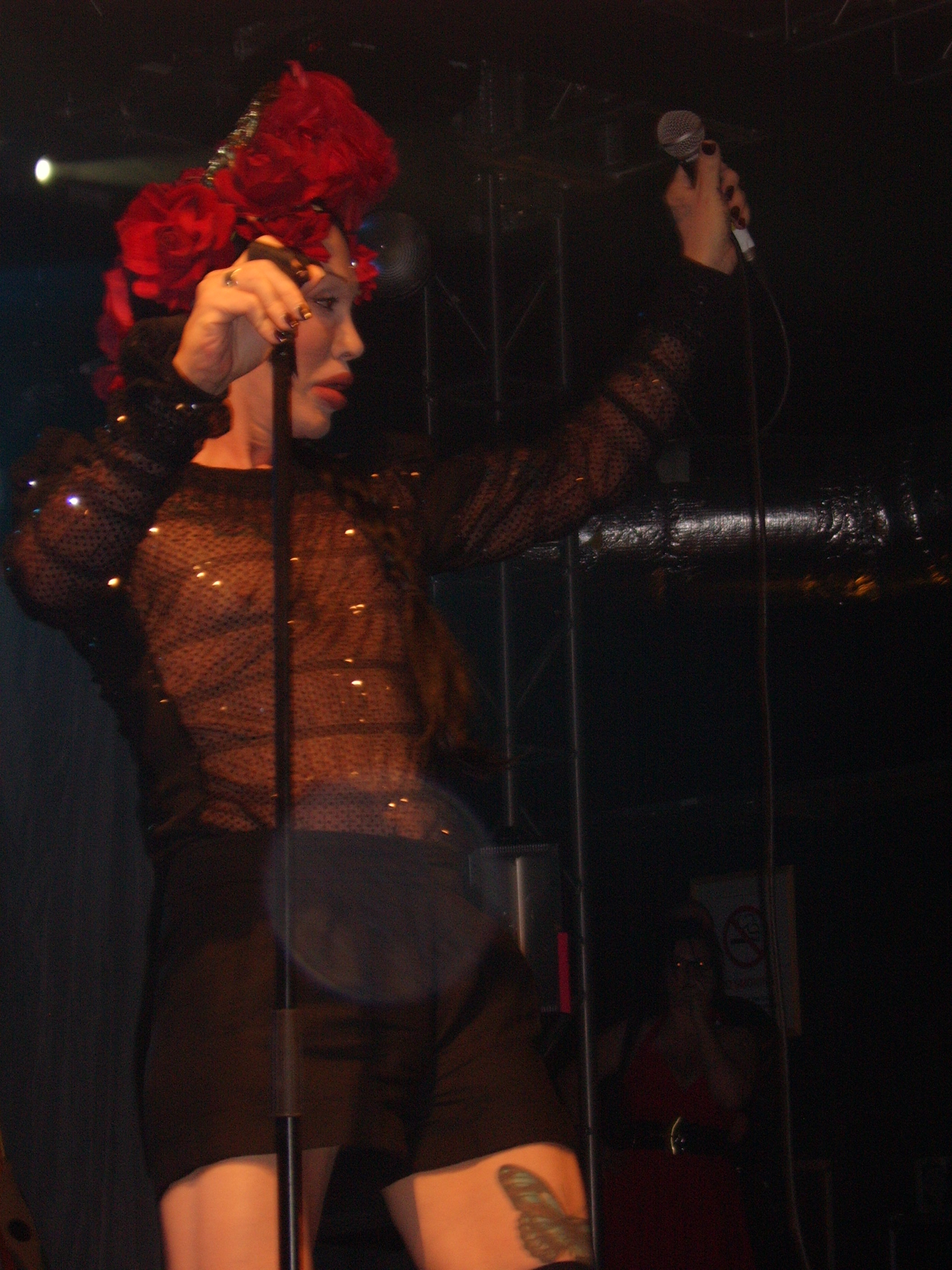
El álbum recibió gran influencia de la década de 1980 en bandas como Dead Or Alive.

El álbum supuso «el regreso de Thalía al género rock y electropop [sus raíces]». Al respecto, la intérprete comentó que con este disco planeó «traer las décadas de los 60, 70 y 80 a la actualidad. Robar lo retro y crear nuevas tendencias». En otra ocasión comentó que ella es «una creación de los años ochenta.[...] Este disco tiene mucho de eso, del regreso a lo alternativo, a lo que fui una vez, es un nuevo comienzo, vuelvo a la línea guitarrera pero sin dejar de transitar por el camino pop que tan bien me ha tratado». Más aún, en una entrevista con Billboard en mayo de 2003, confesó que «la tendencia de todos los que trabajaron en el disco, desde un principio iba ser rock.[...] Se siente increíble» finalizó.
Su influencia en los años ochenta con el electropop y rock se puede notar en las dos versiones que realizó, «You Spin Me Round (Like a Record)» de Dead Or Alive y «¿A quién le importa?», tema que hizo popular a Alaska y Dinarama. En cuanto a contenido lírico, en melodías como por ejemplo «Tú y yo», según Thalía la letra «refleja las vivencias actuales por las que atravieso y lo interpreto como un himno de liberación». Por otra parte, «¿A quién le importa?», que es considerado como uno de los «himnos más gais en la historia musical», a veces es más recordada la versión de Thalía que la de otros músicos, y difiere de la original al incluir géneros como el electropop. No obstante, según muchos medios a Alaska no le gustó la interpretación de Thalía. Sobre la versión de la mexicana, los autores del libro Religion at the Corner of Bliss and Nirvana: Politics, Identity, and Faith in New Migrant Communities comentaron que «la canción se hace eco de la forma en que muchos trabajadores transexuales viven sus vidas: en sus propios términos, a pesar de la condena».

## Sencillos
El primer sencillo para promocionar el material fue «Tú y yo». Se grabó en versiones pop rock, balada, cumbia y música grupera. Comercialmente, la canción alcanzó el número uno en los 40 Principales y en Colombia, donde superó a artistas como Shakira, Juanes y Paulina Rubio entre muchos otros; en Argentina se alzó con un récord al debutar en el lugar dos, para posteriormente subir al primer puesto. En Estados Unidos obtuvo un éxito muy similar, ya que encabezó la principal lista de los sencillos en español, el Top Latin Songs de Billboard donde permaneció un total de diecinueve semanas. También logró posicionarse en el Latin Pop Airplay, Latin Regional Mexican Airplay y Latin Tropical/Salsa Airplay como cuatro, ocho y tres respectivamente. En el Latin Pop Songs estuvo durante más de dieciocho semanas, mientras que en el Latin Regional Mexican Airplay ocho. Finalmente, se posicionó en muchas de las principales listas de popularidad en la región de América Latina, aunque en países de Europa tuvo posiciones muy variadas; en Suiza por ejemplo, alcanzó su posición máxima en el puesto sesenta y tres del Schweizer Hitparade y permaneció un total de cuatro semanas en las listas.
El segundo sencillo, «No me enseñaste», obtuvo un éxito muy similar al primero. El 5 de noviembre de 2002, con diez semanas dentro de las listas latinas de Billboard, encabezó el Top Latin Songs y desplazó al tema «Aserejé», de Las Ketchup, además de otros sencillos de artistas como Paulina Rubio, Enrique Iglesias, Chayanne, Juanes, Maná, Marc Anthony y Bacilos entre muchos otros. Situación similar en el Tropical/Salsa Airplay donde se ubicó como número uno; esa misma vez, pero en el Latin Pop Airplay alcanzó el puesto tres, superada únicamente por «Aserejé» y, «Todo mi amor» de Paulina Rubio. No obstante, en el Regional Mexican Airplay se situó únicamente en la celda veintiuno. De noviembre de 2002 a febrero de 2003, el tema se colocó siempre en los primeros lugares del Top Latin Songs y Latin Pop Airplay. Asimismo, en el Tropical/Salsa Airplay y Regional Mexican Airplay reingresó en varias ocasiones. En otros países de América Latina como Argentina por ejemplo, alcanzó su posición máxima en el lugar once.
El tercer sencillo, fue «Dance, Dance (The Mexican)» (también llamado como «The Mexican 2002»). Se lanzó en inglés y en español, en este último idioma, Thalía participó en su escritura y contó con la colabaración de Marc Anthony como artista invitado. En Grecia, alcanzó entrar en el top diez, mientras que en Estados Unidos en el año 2002 se situó como número trece de la principal lista de música dance, el Dance/Club Play Songs; en la primera semana de diciembre de ese año, se ubicó en el lugar uno pero del Hot Dance Breakouts. En el Dance/Club Play Songs, reingresó nuevamente a finales de ese mes, y se situó en la casilla cuarenta y uno. Durante el mes de enero de 2003, estuvo en el top veinte de esa misma lista. Ese mismo año, se publicó otra versión, una remezcla llamada «Dance, Dance [HQ2 & Ricky Crespo Mixes]» que se situó en el peldaño seis del Dance/Club Play Songs. Durante todo enero de 2003, esta versión estuvo entre el top diez y veinte de esa lista, situación similar en el mes de febrero. Finalmente, se tenía conocimiento que la remezcla estuvo hasta finales de marzo dentro de la principal lista dance de los Estados Unidos. En 2003, el tema fue galardonado con el premio International Dance Music Awards del Winter Music Conference en la categoría de mejor pista de baile latino, ganándole a Las Ketchup («Asereje»), Shakira («Te aviso, te anuncio (tango)» y a Soluna («Monday mi amor»).
El cuarto y último sencillo fue «¿A quién le importa?». Comercialmente, en Estados Unidos con «No me enseñaste» aún en la lista Top Latin Songs, el tema se colocó en el top diez del Hot Shot Debut, y se ubicó en la casilla treinta y ocho en el conteo general. Durante meses, se posicionó en el top diez de esa lista al igual que con el Latin Pop Airplay. En países de América Latina como Argentina por ejemplo, obtuvo un éxito muy superior al encabezar la lista de popularidad de ese territorio por ocho semanas consecutivas, lo que lo convirtió en el sencillo más exitoso de ese año en ese territorio. Finalmente, la melodía logró entrar a su posición máxima en las listas de Billboard: Top Latin Songs, Latin Pop Airplay y Latin Tropical/Salsa Airplay en las casillas nueve, seis y siete respectivamente. Inclusive, la canción formó parte del Hot Latin Pop Airplay de Billboard, que recopiló los temas más exitosos en las listas de pop latino en Estados Unidos en todo el año 2003.

### Videos

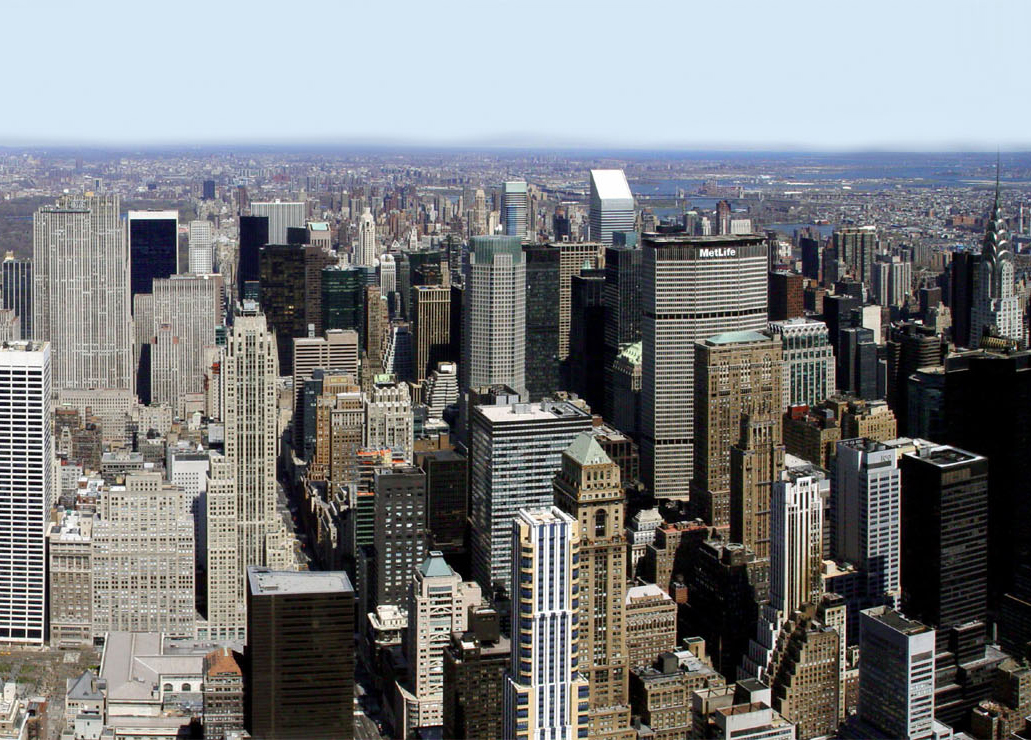
Los tres principales vídeos se filmaron en Nueva York, ciudad dónde se grabó el material de hecho.

El vídeo de «Tú y yo» se grabó en Nueva York el 21 de marzo de 2002 bajo la dirección de John Willinstone donde se puede entrever a la artista en la estación de tren West Chester Square. Para su realización se requirió la participación de unas cien personas. Nora Marín editora de Grupo Reforma comentó que en el «Thalía luce desenfadada con una imagen jovial al lucir el cabello suelto y ropa informal como jeans y blusa blanca, chaqueta café y pantalones negros con sobrefalda clara». Asimismo, se filmó otro vídeo de este tema pero en la versión «cumbia/tropical», dónde aparece como artista invitado, la agrupación orignaria de Texas, Kumbia Kings. Algunas escenas se grabaron en San Pedro, Nuevo León (México), mientras que otras fueron realizadas en los estudios de grabación Sound Station, donde participaron A.B. Quintanilla, Sisco D.J, Cruz Martínez y el acordeonista Big Circo (componentes en aquel entonces de Kumbia Kings). La producción estuvo a cargo de David «Leche» Ruiz y según en palabras de él, «quiso darle un toque urbano y vanguardista al video».
Por otra parte, «No me enseñaste» se grabó en el SoHo de Manhattan, Nueva York con Antti J como director y Joyce Washington como productor. Respecto a su justificación de grabarlo en ese lugar, Thalía dijo «que esta ciudad, por ser cosmopolita, representa muchas culturas».
Finalmente, el vídeo de «¿A quién le importa?» dirigido por Jeb Brien y producido por Allen Kelman, se grabó en el muelle 63 de la orilla oeste de Manhattan en el barco-remolque «Frying Pan», monumento histórico de Estados Unidos. En él, se puede entrever a la cantante en una celda del mismo en una «animada fiesta con fondo de violín» y muchos punks y travestis vestidos de manera «extravagante». Asimismo, la cantante vistió de manera similar con el cabello «alborotado», botas largas y «toscas», así como anillos, aretes y pulseras extravagantes rindiendo homenaje al estilo que hizo famoso a la vocalista de Alaska y Dinarama. Cabe resaltar que la violinista israelí Miri Ben-Ari aparece en el vídeo.  El encargado de la coreografía fue Javier García, quien había trabajado con Thalía en sus inicios como solista. Además de otros países, el vídeo se ubicó como uno de los más vistos hasta agosto de 2003 en Estados Unidos según Nielsen Broadcast Data Systems de Nielsen Company, sobre la base de una recopilación de doce televisoras, siendo HTV (dónde se incluyó el vídeo del sencillo) la única compañía televisora en idioma español.
Cabe resaltar que tanto el disco como tres de los cuatro vídeos se grabaron entre Manhattan y Nueva York, ya que fue durante esa época en que la intérprete se trasladó a vivir en ese estado.

## Promoción y mercadeo (imagen pública)
La portada del disco, se caracteriza por aparecer el rostro de Thalía en una toma close up y según la propia intérprete con esto «quiso dar un toque de juventud con estilo oriental». Finalizó diciendo lo siguiente:

Es una cuestión de imagen, siempre soy mutante, camaleónica, porque me aburre repetirme. Me encanta jugar con las tendencias de la moda que a mí me apetece, no la que rige, porque no soy de máscaras. Así un día luzco juvenil con una gorrita, y otro me pongo joyas y traje de noche.

Para promocionar el álbum, Thalía se presentó en diferentes medios de comunicación en América y Europa. En Chile por ejemplo, se presentó en agosto de 2002 en la primera emisión de la segunda temporada del programa Aquí se pasa mundial, que era conducido en ese entonces por Cecilia Bolocco y Álvaro Salas. En México, fue parte del «evento EXA» de la multinacional MVS Radio llevado a cabo en el Auditorio Nacional de México en junio de 2002. También fue partícipe de programas como Otro Rollo por ejemplo.
Situación similar en Estados Unidos, donde se presentó a cantidad de programas como la última emisión del The Rosie O'Donnell Show conducido por Rosie O'Donnell. Asimismo, en septiembre de ese mismo año realizó una presentación icónica en la edición número III del Grammy Latino llevaba a cabo en el Teatro Kodak, donde interpretó el tema «No me enseñaste» en versión balada con un diseño de Donatella Versace, una «enorme falda» de varios metros de largo iluminada por cientos de luces y después se despojó de ella quedando con un simple conjunto con inspiración algo gótica para interpretar la canción en versión salsa. También se presentó a otras ceremonias de premiación realizadas en Estados Unidos como del Billboard Latino. Por otra parte, en Europa lo promocionó en Francia y en España, en este territorio en programas como Murcia ¡qué hermosa eres! y Sabor a ti. Cabe añadir que, «guardando el concepto del álbum» la intérprete realizó muchas presentaciones mediáticas con el estilo característico de la época de los ochenta, e inclusive de los noventa, inspirada en otros conceptos como el manga.
No obstante, cabe destacar que la cantante tuvo que detener tanto la promoción del disco como sus actividades empresariales porque en septiembre de 2002, sus hermanas Laura y Ernestina fueron secuestradas. Razón por la cual, seguramente no se presentó en lugares que tenía contemplado visitar, como en Asia o en Grecia, Portugal, y Hungría entre otros en Europa. De hecho, el secuestro resultó mediático en diferentes partes del mundo, puesto que diferentes medios de comunicación como la multinacional British Broadcasting Corporation (BBC), periódicos y revistas como Los Angeles Times, People, Entertainment Weekly y El Diario de Hoy y portales como Univision o Terra Networks entre muchos otros, dieron a conocer muchos de los detalles de este hecho. Inclusive, años después, tanto Julio Alejandro Quijano del periódico El Universal de México como diversos medios de comunicación de América Latina, coincidieron que «esta noticia ancló su carrera [por muchos años]».

## Recepción

### Crítica
La producción recibió en general críticas favorables. Jason Birchmeier del sitio web Allmusic lo valoró con 4 estrellas de 5 y dijo que «Thalía que es un gigantesca estrella supernova en los medios de comunicación de América.[...] Con la esperanza de mantener su buena racha, trabaja con los mejores del negocio —del pop latino—». Resaltó su colaboración de nueva cuenta con el productor Emilio Estefan y con los compositores Julio Reyes y Estéfano. Luego comentó que «Thalía es un bufet de delicias, con canciones pop —con muchas variaciones— finamente preparadas, cada una con su propio sabor y atractivo; algunas más sabrosas que otras claro, pero casi todas son deliciosas». Dijo que lo más destacado de este álbum «es su interpretación con el explosivo «Tú y yo» y con la balada sentimental «No me enseñaste», que ambas alcanzaron un éxito enorme en el Hot Latin Tracks de Billboard». Sobre su interpretación en sus canciones en inglés, comentó que «se trata de un movimiento astuto, comercialmente hablando, pero en realidad es como una ducha fría.[...] En realidad, las grabaciones en inglés de Thalía son muy debatidas en términos de calidad, para ser justos, pero en medio de ese debate hay un consenso definitivo: sus canciones en inglés siempre cumplen con [una] tibia acogida». Finalizó diciendo que «Thalía es un álbum que es tanto del resultado de un genio escribiendo canciones —Estéfano— como el atractivo sin igual de Thalía».
Joey Guerra de Amazon.com elogió el disco diciendo «que es un álbum maduro», que contiene canciones de géneros como ska   —«En la fiesta mando yo» — hasta una oda como «¿A quién le importa?», siendo un terreno familiar para Thalía». Dijo que con este material «muestra la continúa evolución de Thalía como artista». Por último, dijo que las canciones «La loca» es una mezcla heterogénea de rock cumbia y rap, mientras que «Vueltas al aire» es brillante, una pista destinada para las discotecas» y que en el «cover «You Spin Me 'Round» Thalía ronronea como una gatita sexy». Por otra parte, Leila Cobo, editora de Billboard lo definió como «un álbum osado, rebosante de personalidad y ritmos pegajosos». Siguió diciendo que este material «difiere con sonidos de rock más agresivos que el de 1990». No obstante, Barry Walters editor de la revista estadounidense Rolling Stone le dio una calificación de 3 estrellas de 5 y comentó que «desafortunadamente los esfuerzos de Thalía para romper la barrera del idioma [inglés], las canciones en español suenan más dramáticas y matizadas que las de inglés». Finalizó diciendo «que Thalía merece una mejor traducción musical que la de aquí». Finalmente, el equipo de redacción de El Universal de México comentaron «que el contenido del disco permite a Thalía cantar y "representar" cada línea tal como una actriz de telenovelas, dando un matiz de dramatismo». En líneas generales, el disco es considerado por diversos medios de comunicación, como uno de los álbumes más exitosos y mejor realizados en la carrera de Thalía.

### Comercial
En Estados Unidos se alzó como número once en la principal lista de álbumes de ese territorio, el Billboard 200. Otras listas en la que entró, fue en el Heatseekers como número cuatro, mientras que en el Latin Pop Albums y Top Latin Albums se ubicó como número uno. Inclusive, cabe resaltar que en ambas listas debutó en esa casilla, tan sólo en el Top Latin Albums —la principal lista de álbumes latinos— se tenía conocimiento que permaneció en ese lugar por más de tres semanas. Asimismo, por varias semanas se ubicó en el top cinco de esas listas. Mientras tanto, en el Heatseekers se tenía conocimiento que permaneció por más de diecisiete semanas, ubicándose casi siempre entre el top diez, veinte, treinta y cuarenta. Por otra parte, en México, se posicionó como número uno y en cuestión de días comercializó 75 000 mil copias, por lo que se le entregó un disco de oro. Mientras tanto, en Europa, el material se ubicó en los primeros lugares en países como Francia, Grecia y España entre otros. Aunque en Suiza únicamente se ubicó en su posición máxima en la casilla treinta.
Hasta 2005, el material había vendido cerca de las tres millones de unidades alrededor del mundo. Asimismo, el álbum recibió varios discos de oro y platino en varios países de América y Europa. En Puerto Rico por ejemplo, comercializó más de 200 000 mil unidades, por lo que se le otorgó un disco de platino justo cuando Thalía llegó a ese territorio (2002). En Estados Unidos ha sido certificado con triple disco de platino por la Recording Industry Association of America (RIAA). Inclusive, Thalía se ubicó como una de las mejores tres cantantes latinas de género pop según Billboard. En una conferencia de prensa, la artista confesó «haberse sentido ilusionada por la buena recepción que el álbum había estado teniendo».

## Reconocimientos
Thalía ganó los premios Latin Billboard Music Awards 2003 como "Mejor Álbum de Pop Latino Femenino". También fue nominada a Mejor Pista Femenina de Pop Latino Airplay por «No me enseñaste» y Mejor Pista Femenina Tropical / Salsa Airplay por la versión tropical de «No me enseñaste». El álbum también fue nominado como Mejor Álbum Vocal Pop Femenino en los Premios Grammy Latinos de 2003. En 2004, «¿A quién le importa?» fue nominada a Mejor pista femenina de pop latino en los Latin Billboard Music Awards de 2004, mientras que «Dance Dance (The Mexican)» ganó los International Dance Music Awards en la categoría "Mejor pista de baile latino". En la lista de About.com de sus "Diez mejores canciones", «Tú y yo», «No me enseñaste» y «¿A quién le importa?» fueron incluidos, y Carlos Quintana reconoció que el álbum es "Uno de los trabajos más celebrados de su discografía". [...] "Dicho esto, si quieres conseguir un disco de la cantante mexicana, este es definitivamente el título que debes conseguir".

## Premios y nominaciones
La producción obtuvo varios premios y nominaciones en varias partes del mundo. A continuación algunas de ellas:
| Año  | Premio                           | Categoría                               | Trabajo                      | Receptor | Resultado | Ref.    |
| ---- | -------------------------------- | --------------------------------------- | ---------------------------- | -------- | --------- | ------- |
| 2002 | Premios MTV                      | Mejor artista femenina                  | Ella misma                   | Thalía   | Nominada  | [ 97 ]  |
| 2003 | Grammy Latino                    | Mejor álbum de pop vocal femenino       | Thalía                       | Thalía   | Nominada  | [ 98 ]  |
| 2003 | Latin Music Fan Awards           | Solista o grupo pop femenino            | Ella misma                   | Thalía   | Nominada  | [ 99 ]  |
| 2003 | Premio Lo Nuestro                | Artista femenina                        | Ella misma                   | Thalía   | Nominada  | [ 100 ] |
| 2003 | Premio Lo Nuestro                | Álbum del año                           | Thalía                       | Thalía   | Nominada  | [ 100 ] |
| 2003 | Premio Lo Nuestro                | Premio del pueblo internet (género pop) | Ella misma                   | Thalía   | Ganadora  | [ 102 ] |
| 2003 | International Dance Music Awards | Mejor canción dance latina              | «Dance, Dance (The Mexican)» | Thalía   | Ganadora  | [ 43 ]  |
| 2004 | International Dance Music Awards | Mejor canción dance latina              | «¿A quién le importa?»       | Thalía   | Nominada  | [ 103 ] |

| Premio                                | Categoría                                        | Trabajo                         | Resultado | Referencia     |
| ------------------------------------- | ------------------------------------------------ | ------------------------------- | --------- | -------------- |
| Billboards Latinos / Latin Billboards | Álbum pop femenino                               | Thalía (álbum)                  | Ganadora  | [ 104 ]        |
| Billboards Latinos / Latin Billboards | Premio Tu Mundo                                  | Ella misma                      | Ganadora  | 118            |
| Billboards Latinos / Latin Billboards | Tropical/Salsa Airplay Track of the Year, Female | No me enseñaste (versión salsa) | Nominada  | Texto de celda |

## Listas de popularidad y certificaciones

### Posicionamiento en las listas
| Estados Unidos   |                       |    |
| Billboard 200    | 11                    |    |
| Top Latin Albums | 1                     |    |
| Latin Pop Albums | 1                     |    |
| Heatseekers      | 4                     |    |
| Grecia           | Top 50 Foreign Albums | 1  |
| México           | México Top 100        | 1  |
| Suiza            | Schweizer Hitparade   | 30 |

### Certificaciones
| País           | Organismo certificador | Certificación | Simbolización | Ref.    |
| -------------- | ---------------------- | ------------- | ------------- | ------- |
| Argentina      | CAPIF                  | Disco de Oro  |               | [ 106 ] |
| México         | AMPROFON               | Disco de Oro  |               | [ 107 ] |
| España         | PROMUSICAE             | Disco de Oro  |               | [ 107 ] |
| Estados Unidos | RIAA                   | 2x Platino    |               | [ 108 ] |

## Lista de canciones
| Edición estándar |                                              |                                                         |                                                             |          |  |
| N.º              | Título                                       | Letras                                                  | Música                                                      | Duración |  |
| 1.               | «Tú y yo»                                    | Estéfano                                                | Estéfano · Julio C. Reyes                                   | 3:43     |  |
| 2.               | «Así es el destino»                          | Estéfano                                                | Estéfano · Julio C. Reyes                                   | 4:02     |  |
| 3.               | «En la fiesta mando yo»                      | Estéfano                                                | Estéfano · Julio C. Reyes                                   | 4:18     |  |
| 4.               | «No me enseñaste»                            | Estéfano                                                | Estéfano · Julio C. Reyes                                   | 4:29     |  |
| 5.               | «Y seguir»                                   | Estéfano                                                | Estéfano · Julio C. Reyes                                   | 4:02     |  |
| 6.               | «¿A quién le importa?»                       | Carlos Berlanga · Nacho Canut                           | Carlos Berlanga · Nacho Canut                               | 3:45     |  |
| 7.               | «Vueltas en el aire»                         | Estéfano                                                | Estéfano · Julio C. Reyes                                   | 5:02     |  |
| 8.               | «Heridas en el alma»                         | Estéfano                                                | Cory Rooney                                                 | 3:46     |  |
| 9.               | «La loca»                                    | Emilio Estefan · Emilio Regueira · Randall Barlow       | Emilio Estefan · Emilio Regueira · Randall Barlow           | 3:51     |  |
| 10.              | «The Mexican 2002» (con Marc Anthony)        | Thalía                                                  | Alan Shacklock · Cory Rooney · J.C. Olivier · Samuel Barnes | 4:22     |  |
| 11.              | «The Mexican 2002» (Versión en inglés)       | Cory Rooney                                             | Alan Shacklock · Cory Rooney · J.C. Olivier · Samuel Barnes | 3:55     |  |
| 12.              | «Closer to You»                              | Thalía · David Siegel · Gerina Di Marco · Steve Morales | Steve Morales                                               | 3:58     |  |
| 13.              | «You Spin Me Round» (Cover de Dead or Alive) | Dead or Alive                                           | Dead or Alive                                               | 4:14     |  |
| 54:12            |                                              |                                                         |                                                             |          |  |

| Bonus Track * |                                                        |             |                                                             |          |  |
| N.º           | Título                                                 | Letras      | Música                                                      | Duración |  |
| 14.           | «No me enseñaste» (Salsa Remix)                        | Estéfano    | Estéfano · Julio C. Reyes                                   | 4:41     |  |
| 15.           | «Tú y yo» (Versión balada)                             | Estéfano    | Estéfano · Julio C. Reyes                                   | 3:32     |  |
| 16.           | «The Mexican 2002» (Hex Hector Mac Quayle Radio Remix) | Cory Rooney | Alan Shacklock · Cory Rooney · J.C. Olivier · Samuel Barnes | 3:28     |  |
| 17.           | «No me enseñaste» (Estéfano Remix)                     | Estéfano    | Estéfano · Julio C. Reyes                                   | 4:25     |  |

| Estados Unidos |                                             |          |  |
| N.º            | Título                                      | Duración |  |
| 1.             | «Tú y yo»                                   | 3:43     |  |
| 2.             | «Así es el destino»                         | 4:02     |  |
| 3.             | «En la fiesta mando yo»                     | 4:18     |  |
| 4.             | «No me enseñaste»                           | 4:29     |  |
| 5.             | «Y seguir»                                  | 4:02     |  |
| 6.             | «¿A quién le importa?»                      | 3:45     |  |
| 7.             | «Vueltas en el aire»                        | 5:02     |  |
| 8.             | «Heridas en el alma»                        | 3:46     |  |
| 9.             | «La loca»                                   | 3:51     |  |
| 10.            | «Tú y yo» (Versión cumbia)                  | 3:52     |  |
| 11.            | «The Mexican 2002» (con Marc Anthony)       | 4:22     |  |
| 12.            | «The Mexican 2002» (Versión en inglés)      | 3:55     |  |
| 13.            | «Closer to You»                             | 3:58     |  |
| 14.            | «You Spin Me Round»                         | 4:14     |  |
| 15.            | «[Untitled Hidden Track]» (Pista escondida) | 0:15     |  |
| 57:34          |                                             |          |  |

| Europa ** |        |          |  |
| N.º       | Título | Duración |  |

- * Edición de 2005.
- ** Incluye todas las pistas de la versión en Estados Unidos pero difiere el diseño de la portada.
- * En la edición digital de YouTube y en otras plataformas digitales aparece "En la fiesta mando yo" como la treceaba y última pista.

### Historial de lanzamiento
| Año  | Tipo             | Discográfica               | Número de catálogo | Ref.    |
| ---- | ---------------- | -------------------------- | ------------------ | ------- |
| 2002 | CD               | Estados Unidos EMI Latin   | H2 0946 3 40192 24 | [ 112 ] |
| 2002 | CD               | Francia Virgin Records     | —                  | [ 112 ] |
| 2002 | CD               | Unión Europea EMI - Virgin | 724381274422       | [ 112 ] |
| 2002 | CD               | España EMI Odeon S.A.      | 7243 5 39901 2 1   | [ 112 ] |
| 2002 | CD               | Canadá EMI Música Canadá   | —                  | [ 113 ] |
| 2002 | CS               | Mundo EMI International    | —                  | [ 114 ] |
| 2003 | DD               | Mundo EMI International    | —                  | [ 114 ] |
| 2005 | CD [Bonus Track] | Mundo EMI International    | —                  | [ 114 ] |

- ( — ) indica que se desconocen los datos.

## Créditos y personal
- Thalía: Compositora, coros, artista principal y productora ejecutiva.
- Marc Anthony: Artista invitado y coros.
- Emilio Estefan, «Jr.»: Compositor y productor.
- Steve Morales: Arreglista, compositor, coros, guitarra eléctrica, productor, asistente de producción y programador.
- Corey Rooney: Arreglista, compositor, productor y programador.
- Randall Barlow: Arreglista, compositor, productor y programador.
- Marcello Azevedo: Arreglista, coros y programador.
- Estéfano: Productor, coros y diseño de sonido.
- Andrés Bermúdez: Coros, ingeniero y guitarra.
- Dan Warner: Guitarra, guitarra acústica y guitarra eléctrica.
- David Siegel: Compositor y teclado electrónico.
- Lisette Lorenzo: Diseño de producción y diseño gráfico.
- José R. Sánchez: Ingeniero y mezclas.
- Mike Scaglione: Saxofón barítono y saxofón tenor.
- Ted Jensen: Masterización.
- Osvaldo Ayala: Acordeón.
- Seble Maaza: Vestuario.
- Torkil Gudnason: Fotógrafo.
- Kevin Dillon: Coordinador de producción.
- Steve Menezes: Coordinador de estudio.
- Soporte técnico: Andy Pechenik y Kurt Berge.
- Compositores: S. Barnes, J.C. Olivier, Emilio Regueira Pérez y Alan Shacklock.
- Ingenieros: Scott Canto, Javier Garza, Mick Guzauski, Sebastián Krys, Freddy Piñero, Jr. y Shane Stoner.
- Asistentes de ingeniería: Roger González, Paul Gregory y Luis Silva.
- Programadores: Mauricio Gasca y Hex Héctor.
- Asistentes de programadores: Tatsuya Sato y César Mojica.
- Productores: Cruz Martínez y  Abraham Quintanilla III.
- Coristas: Ron Grant, Raúl Midón y Lena Pérez.
- Batería: Lee Levin.
- Samuel Torres: Percusión.
- Alexander «Spanador» Mosley: Guitarra.

Fuentes: Allmusic y MSN